# Andreï Kariaka
Andreï Konstantinovitch Kariaka (en russe : Андрей Константинович Каряка) est un footballeur russe né le 1er avril 1978 à Dniepropetrovsk.

## Carrière
- 1996-1998 :  Metalurg Zaporijjye
- 1998-2000 :  CSKA Kiev
- 2000-2005 :  Krylia Sovetov Samara
- 2005-fév. 2007 :  Benfica Lisbonne
- mars 2007-fév. 2011 :  Saturn Ramenskoïe
- fév. 2011-fév. 2012 :  FC Dynamo Moscou
- fév. 2012-2014 :  Volga Nijni Novgorod

## Sélections
- 27 sélections et 6 buts avec l'équipe de Russie de 2001 à 2005.